# Falkenstein, Cham
Falkenstein là một đô thị ở huyện Cham bang Bayern nước Đức. Đô thị Falkenstein, Cham có diện tích 45,46kilômét vuông, dân số thời điểm ngày 31 tháng 12 năm 2006 là 3312 người.